# Salsola affinis
Salsola affinis är en amarantväxtart som beskrevs av Carl Anton von Meyer. Salsola affinis ingår i släktet sodaörter, och familjen amarantväxter. Inga underarter finns listade i Catalogue of Life.